# 七星镇 (寻甸县)
七星镇，是中华人民共和国云南省昆明市寻甸回族彝族自治县下辖的一个镇。

## 行政区划
七星镇下辖以下地区：
七星村、腊味村、江外村、必寨村、高田村、江格村和戈必村。